# Újezdec u Luhačovic (nádraží)
Újezdec u Luhačovic je železniční stanice nacházející se v Uherském Brodě-Újezdci na adrese Nádražní 342. Původní název je odvozen z doby, kdy byl Újezdec samostatná obec, nyní je Újezdec část města Uherský Brod. Stanice leží na Vlárské dráze, v jízdním řádu pro cestující je v současnosti (2024) uvedena na trati 341 Staré Město u Uh. Hradiště – Vlárský průsmyk a je přestupní stanicí na trať do Luhačovic.

## Popis stanice
Stanice je vybavena elektronickým stavědlem ESA 11 bez zadávací části, stavědlo je dálkově ovládáno z CDP Přerov. Stanice není obsazena výpravčím, v havarijních případech je možné místní ovládání pomocí desky nouzových obsluh.
Ve stanici jsou tři dopravní koleje, u budovy je kolej č. 2 (užitečná délka 569 m), následuje hlavní kolej č. 1 (540 m) a poté kolej č. 3 (580 m). Ze druhé koleje ještě odbočuje kusá manipulační kolej č. 4. Jízdy vlaků z/do Uherského Brodu a Nezdenic jsou možné ze všech kolejí, z/do Luhačovic však pouze z koleje č. 1. Ve stanici je celkem šest výhybek. S výjimkou výhybky č. 5, kterou odbočuje manipulační kolej, jsou všechny výhybky vybaveny elektromotorickým přestavníkem a elektrickým ohřevem.

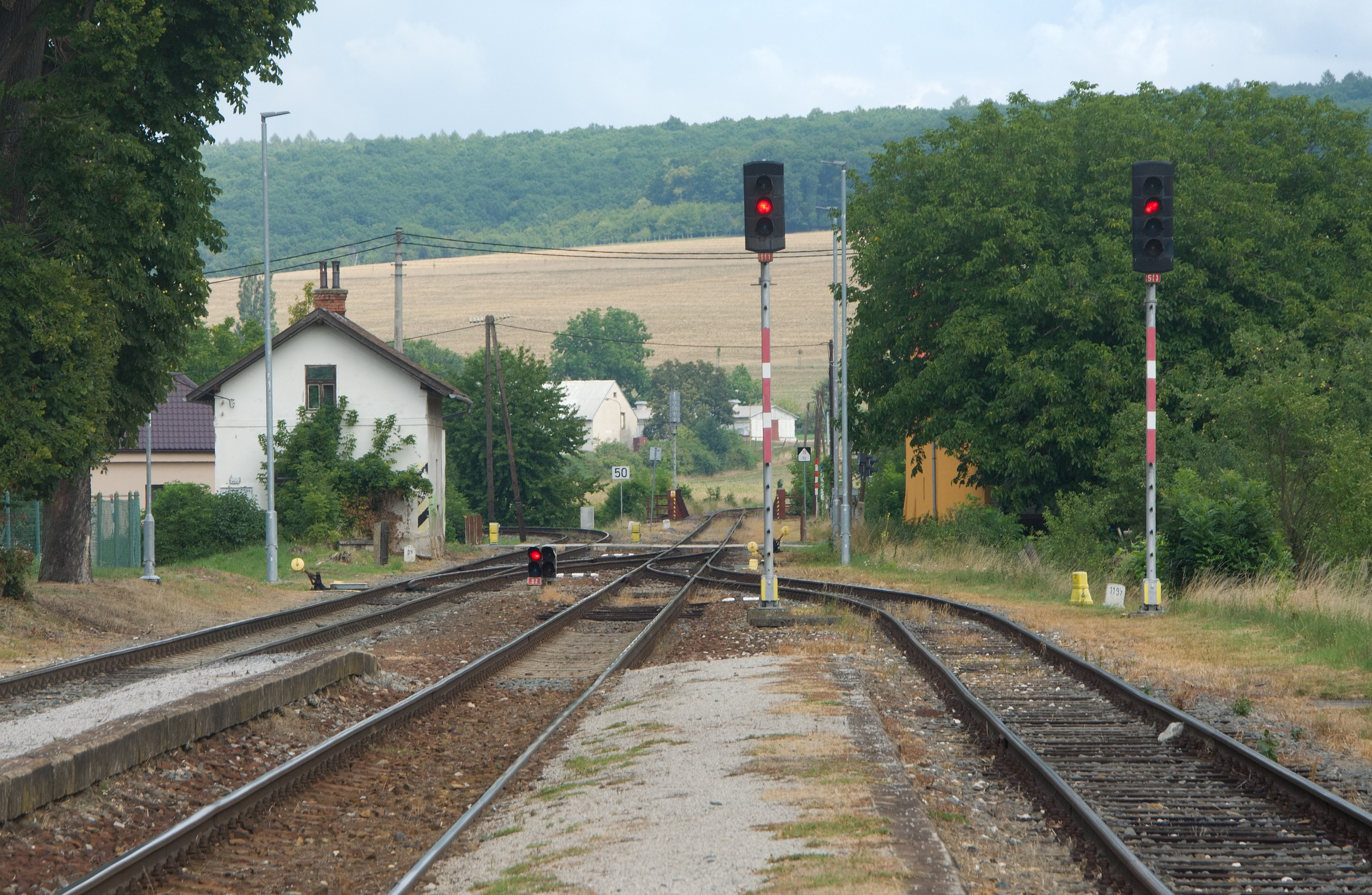
Zhlaví směr Luhačovice a Nezdenice

U všech tří dopravních kolejí jsou zřízena jednostranná nástupiště. U budovy se u koleje č. 2 nacházejí dvě vnější jednostranná nástupiště: uherskobrodské o délce 163 m a luhačovické o délce 55 m. Následují jednostranná vnitřní nástupiště č. 2 u koleje č. 1 a nástupiště č. 3 u koleje č. 3, obě tato nástupiště mají délku 246 m. Všechna nástupiště mají nástupní hranu ve výšce 300 mm nad temenem kolejnice. Příchod na nástupiště č. 2 a 3 umožňují úrovňové přechody přes koleje.
Všechna návěstidla ve stanici jsou světelná. Stanice je kryta z návazných traťových úseků vjezdovými návěstidly L (od Nezdenic) v km 119,970, z opačného směru pak S v km 118,780, od Luhačovic pak je vjezdové návěstidlo PL v km 0,285. Odjezdová návěstidla jsou u všech dopravních kolejí, všechna jsou stožárová s výjimkou návěstidla S2, které je trpasličí.
Jízdy vlaků v traťovém úseku Nezdenice – Újezdec u Luhačovic jsou zajištěny automatickým hradlem AH88-A, v úsecích do Luhačovic a Uherského Brodu pak integrovanými automatickými hradly AH-ESA-04. Všechny tři přilehlé traťové úseky jsou bez oddílových návěstidel, volnost je zjišťována pomocí počítačů náprav.
Přímo ve stanici se nacházejí tři přejezdy. Na uherskobrodském záhlaví je v km 118,929 přejezd P7977 (místní komunikace) a v km 118,837 přejezd P7976 (účelová komunikace), na opačné straně stanice je na luhačovickém i nezdenickém záhlaví přejezd P7978 v km 119,800 (místní komunikace). Všechny tři přejezdy jsou vybaveny světelným přejezdovým zabezpečovacím zařízením, v případě přejezdů P7977 a P7978 navíc doplněné závorami.